# نويدا الكبرى
نويدا الكبرى (بالهندية: ग्रेटर नोएडा सिटी) هي مدينة شمال الهند التي يبلغ عدد سكانها أكثر من 100,000، وتقع في منطقة جوتام بوذا نجر في ولاية أتر برديش الشمالية.

## المناخ
يظهر الجدول التالي التغييرات المناخية على مدار السنة لنويدا الكبرى:
| البيانات المناخية لـنويدا الكبرى  | البيانات المناخية لـنويدا الكبرى | البيانات المناخية لـنويدا الكبرى | البيانات المناخية لـنويدا الكبرى | البيانات المناخية لـنويدا الكبرى | البيانات المناخية لـنويدا الكبرى | البيانات المناخية لـنويدا الكبرى | البيانات المناخية لـنويدا الكبرى | البيانات المناخية لـنويدا الكبرى | البيانات المناخية لـنويدا الكبرى | البيانات المناخية لـنويدا الكبرى | البيانات المناخية لـنويدا الكبرى | البيانات المناخية لـنويدا الكبرى | البيانات المناخية لـنويدا الكبرى |
| الشهر                             | يناير                            | فبراير                           | مارس                             | أبريل                            | مايو                             | يونيو                            | يوليو                            | أغسطس                            | سبتمبر                           | أكتوبر                           | نوفمبر                           | ديسمبر                           | المعدل السنوي                    |
| --------------------------------- | -------------------------------- | -------------------------------- | -------------------------------- | -------------------------------- | -------------------------------- | -------------------------------- | -------------------------------- | -------------------------------- | -------------------------------- | -------------------------------- | -------------------------------- | -------------------------------- | -------------------------------- |
| متوسط درجة الحرارة الكبرى °م (°ف) | 21 (70)                          | 24 (75)                          | 30 (86)                          | 38 (100)                         | 41 (106)                         | 45 (113)                         | 48 (118)                         | 44 (111)                         | 39 (102)                         | 35 (95)                          | 29 (84)                          | 23 (73)                          | 35 (94)                          |
| متوسط درجة الحرارة الصغرى °م (°ف) | 7 (45)                           | 10 (50)                          | 15 (59)                          | 21 (70)                          | 27 (81)                          | 29 (84)                          | 27 (81)                          | 26 (79)                          | 25 (77)                          | 19 (66)                          | 12 (54)                          | 08 (46)                          | 19 (66)                          |
| الهطول مم (إنش)                   | 17 (0.7)                         | 20 (0.8)                         | 24 (0.9)                         | 27 (1.1)                         | 31 (1.2)                         | 68 (2.7)                         | 238 (9.4)                        | 245 (9.6)                        | 102 (4.0)                        | 24 (0.9)                         | 6 (0.2)                          | 16 (0.6)                         | 818 (32.1)                       |
| المصدر: Greater Noida Weather     |                                  |                                  |                                  |                                  |                                  |                                  |                                  |                                  |                                  |                                  |                                  |                                  |                                  |